# Expend4bles
Expend4bles o The Expendables 4 (titulada Los indestructibles 4 en Hispanoamérica, y Los mercenarios 4 o Los mercen4rios en España) es una película de acción estadounidense dirigida por Scott Waugh con un guion coescrito por Max Adams, Kurt Wimmer y Tad Daggerhart a partir de una historia original de Spenser Cohen. Es la cuarta y última entrega de la franquicia The Expendables y la secuela de The Expendables 3 (2014).
Protagonizada por un elenco que incluye a Jason Statham, Sylvester Stallone, Dolph Lundgren y Randy Couture retomando sus papeles de películas anteriores; 50 Cent, Megan Fox, Andy García, Tony Jaa, Eddie Hall, Sheila Shah, Jacob Scipio, Levy Tran e Iko Uwais también se unen al elenco. Statham, Avi Lerner, Les Weldon, Yariv Lerner y Kevin King son los productores.
La película fue estrenada el 22 de septiembre de 2023 por Lionsgate. Y en España el 29 de septiembre de 2023 por Vértice 360.

## Reparto
- Jason Statham como Lee Christmas: el experto en cuchillos del equipo.[3]
- Sylvester Stallone como Barney Ross: el líder de los mercenarios.
- 50 Cent como Easy Day, un nuevo miembro del equipo.
- Megan Fox como Gina, una miembro de la CIA y exnovia de Christmas.
- Dolph Lundgren como Gunner Jensen: un miembro volátil del equipo, deshecho por años de lucha contra el estrés y el abuso del alcohol.[3]
- Tony Jaa como Decha.
- Iko Uwais como Suarto, el villano principal.[4]
- Randy Couture como Toll Road: el experto en demoliciones del equipo.[3]
- Jacob Scipio como Galán.
- Levy Tran como Lash.
- Andy García como Marsh.

Además, Eddie Hall interpreta a un bravucón y Sheila Shah a Mandy.

## Producción

### Desarrollo
En marzo de 2014 Pierce Brosnan declaró que había acordado con el productor Avi Lerner protagonizar la película The Expendables 4. En abril del mismo año Sylvester Stallone reveló que su primera elección para el villano fue Jack Nicholson, al tiempo que mencionó su interés en convencer a Clint Eastwood de unirse a la producción. En noviembre del mismo año se anunció que el proyecto se estaba desarrollando con la intención de recibir una calificación R. En diciembre de 2016 Stallone anunció que la cuarta entrega será la última película de la serie, mientras que se fijó una fecha de lanzamiento tentativa programada para 2018. En marzo de 2017 Stallone había abandonado el proyecto y la franquicia, debido a diferencias creativas sobre el guion y la dirección para continuar con la franquicia. En enero de 2018 después del apoyo vocal de otros miembros del elenco (incluido Arnold Schwarzenegger), Stallone anunció su regreso a la serie con una publicación en sus plataformas de redes sociales; confirmando nuevos desarrollos en la cuarta película. Randy Couture confirmó su participación en marzo del mismo año.
En junio de 2020 Jean-Claude Van Damme expresó su interés en regresar a la franquicia, presentando públicamente su idea de interpretar a Claude Vilain, el hermano de su personaje villano, Jean Vilain, de The Expendables 2. En agosto de 2020 Vértice Cine anunció su participación como estudio de producción en la película junto con Lionsgate y Millennium Films. También revelaron que Patrick Hughes volverá a la serie como director. En noviembre de 2020, el presidente de Millennium Media, Jeffrey Greenstein, declaró que el estudio continúa trabajando en The Expendables 4 después de varios retrasos en la industria en todo el mundo debido a la Pandemia de COVID-19. En agosto de 2021 The Hollywood Reporter informó que Scott Waugh dirigiría la película, reemplazando a Hughes, y que Statham actuaría como productor. En septiembre de 2021, Andy García se unió al elenco de la película en un papel no revelado.

### Guion
En julio de 2018 Gregory Poirier anunció su papel como guionista. La producción estaba programada tentativamente para comenzar en abril de 2019, aunque no fue hasta julio de ese año que Stallone anunció que continuaría trabajando en el guion del proyecto. El guion se completó más tarde ese año, aunque las negociaciones con los productores estaban en curso. En agosto de 2021 se anunció que Spenser Cohen escribió el borrador más reciente del guion con Max Adams y John Joseph Connolly, a partir de una historia de Cohen.

### Rodaje
En agosto de 2021 se informó que la fotografía principal comenzaría en octubre. La filmación comenzó oficialmente el 29 de septiembre. En octubre Stallone anunció en las redes sociales que había terminado de filmar sus escenas para la película. También confirmó que The Expendables 4 sería su última aparición como Barney Ross, con Statham esperando hacerse cargo de la serie después de su partida. Ese mismo mes, Sheila Shah, Jacob Scipio y Levy Tran se unieron al elenco en papeles no revelados. En octubre de 2021 Iko Uwais se unió al elenco de la película como el principal antagonista.

## Estreno
Expend4bles se estrenó en cines el 22 de septiembre de 2023 por Lionsgate.

## Recepción
Expend4bles recibió reseñas generalmente negativas de parte de la crítica y de la audiencia. En el sitio web agregador de reseñas Rotten Tomatoes, la película posee una aprobación de 14%, basada en 124 reseñas, con una calificación de 3.5/10 y un consenso crítico que dice "El trabajo sólido de Jason Statham y algunas escenas medianamente decentes no son suficientes para compensar la acción mediocre y los efectos de apariencia barata de Expend4bles". De parte de la audiencia tiene una aprobación de 51%, basada en más de 1000 votos, con una calificación de 3.5/5.
El sitio web Metacritic le dio a la película una puntuación de 30 de 100, basada en 33 reseñas, indicando "reseñas generalmente desfavorables". Las audiencias encuestadas por CinemaScore le otorgaron a la película una "B-" en una escala de A+ a F, mientras que en el sitio IMDb los usuarios le asignaron una calificación de 4.8/10, sobre la base de más de más de 26 000 votos. En la página web FilmAffinity la película tiene una calificación de 4.4/10, basada en 845 votos.

## Futuro
- The Expendables 5 Jason Statham acaba de enterrar 'Los Mercenarios 5' para siempre. 'Beekeeper: El Protector' recauda en 3 días más que su cuarta película de acción con Sylvester Stallone en total